# آلما بلتران
آلما لئونور بلتران (اسپانیایی: Alma Leonor Beltran‎; زاده ۲۲ اوت ۱۹۱۹ – درگذشته ۹ ژوئن ۲۰۰۷) هنرپیشه تئاتر سینما و تلویزیون اهل مکزیک-ایالات متحده آمریکا بود. وی بین سال‌های ۱۹۴۵ تا ۲۰۰۲ میلادی در ۸۲ فیلم نقش آفرینی کرد. 

## تحصیلات
بلتران در مؤسسه تئاتر لی استراس‌برگ تحصیل نمود. 

## گزیده فیلمشناسی
از فیلم‌ها یا برنامه‌های تلویزیونی که وی در آن نقش داشته‌است می‌توان به 
- ماراتن من (۱۹۷۶)
- سانتیاگو (فیلم) (۱۹۵۶)
- آبی (فیلم ۱۹۶۸) (۱۹۶۸)
- روح (فیلم ۱۹۹۰) (۱۹۹۰)
- خرید گاو (۲۰۰۲)

## درگذشت
وی در سال ۲۰۰۷ در سن ۸۷ سالگی به دلیل عوارض طبیعی در نورثریج، لس‌آنجلس درگذشت و در آرامستان صلیب مقدس کالور سیتی کالیفرنیا به خاک سپرده شد.